# 628th Air Base Wing
Il 628th Air Base Wing è uno stormo di Base Aerea dell'Air Mobility Command. Il suo quartier generale è situato presso la Joint Base Charleston, nella Carolina del Sud, della quale è l'unità ospitante.

## Organizzazione
Attualmente, al maggio 2017, lo stormo controlla:
- 628th Medical Group
  - 628th Aeromedical Dental Squadron
  - 628th Medical Operations Squadron
  - 628th Medical Support Squadron
- 628th Mission Support Group
  - 628th Civil Engineer Squadron
  - 628th Communications Squadron
  - 628th Contracting Squadron
  - 628th Logistics Readiness Squadron
  - 628th Force Support Squadron
  - 628th Security Forces Squadron